# Altlach
Altlach (von lateinisch altus lacus: „hoher See“), am Südufer des Walchensees gelegen, ist ein Ortsteil der Gemeinde Jachenau.

## Geographie
Das Dorf Altlach ist benannt nach dem gleichnamigen Bach, an dessen Schuttkegel das größte Anwesen (Hausname „Bräu“ nach 5 Generationen Bräu, Hausnummer 59, früher Forsthaus Altlach, aktuell Haus Kiefersauer nach der Eigentümerin, eine geborene Bräu) liegt.
Altlach umfasst auf einer Strecke von 1900 Metern vier ehemals bäuerliche Anwesen, die in den Jahren 1703 und 1704 Jahren auf Geheiß bzw. mit Genehmigung des Klosters Benediktbeuern dort angelegt wurden. Zudem werden zu Altlach einige Gebäude bei Einsiedl drei Kilometer weiter westlich gerechnet, die südlich des Obernachkanals bei dessen Einmündung in den Walchensee liegen, darunter auch das Kraftwerk Obernach. Das Gleiche gilt für einige Anwesen bei Obernach (Gemeinde Wallgau), die östlich der historischen Grenze zwischen den Klöstern Ettal und Benediktbeuern liegen. Aufgrund dieser Zuordnungen umfasste Altlach zum Stand der Volkszählung am 25. Mai 1987 13 Gebäude mit Wohnraum (und 17 Wohnungen mit 40 Einwohnern) und wurde damit, einer Entschließung des Bayerischen Staatsministeriums des Innern von 1950 folgend, nicht als Weiler (drei bis neun Gebäude mit Wohnraum), sondern als Dorf typisiert. Diese formale Typisierung entspricht nicht siedlungsgeographischen Gegebenheiten.
Die vier traditionellen Anwesen sind mit den Jachenauer Hausnummern 56, 57, 58 und 59 versehen. Da die nächsthöhere Hausnummer 60 (die höchste Hausnummer der Gemeinde Jachenau) bereits an den Einödhof Ochsensitz im Isartal vergeben war, wurden die neueren Gebäude bei Einsiedl und Obernach mit Bruchteilhausnummern versehen wie zum Beispiel 59 1/2 (ehemaliges Forsthaus Einsiedl, das heute das Jugendhaus Walchensee beherbergt) und 59 1/3 (Oskar von Miller-Institut Obernach, Versuchsanstalt für Wasserbau und Wasserwirtschaft des Lehrstuhls für Wasserbau und Wasserwirtschaft der Technischen Universität München).

## Streusiedlung
Da Altlach eine ungewöhnliche Streusiedlung ist und damit eine ungewöhnliche Ausdehnung hat, sind die Koordinaten der einzelnen Gebäude dokumentiert:
| Gebäude                                           | Hausnummer               | neue Hausnummer | Koordinaten (WGS84)               |
| ------------------------------------------------- | ------------------------ | --------------- | --------------------------------- |
| Breitort                                          | Jachenau 56              | -               | 47° 34′ 24,8″ N, 011° 21′ 34,8″ O |
| Christoph                                         | Jachenau 57              | -               | 47° 34′ 22,1″ N, 011° 21′ 07,2″ O |
| Mattheis                                          | Jachenau 58              | -               | 47° 34′ 22,2″ N, 011° 20′ 49,3″ O |
| Mattheis                                          | Jachenau 581⁄2           | -               | 47° 34′ 22,0″ N, 011° 20′ 47,0″ O |
| Bräu (ehem. Forsthaus Altlach) (Haus Kiefersauer) | Jachenau 59              | -               | 47° 34′ 27,7″ N, 011° 20′ 23,5″ O |
| ehem. Forsthaus Einsiedl/Jugendhaus Walchensee    | Einsiedl 591⁄2           | -               | 47° 34′ 11,2″ N, 011° 18′ 14,6″ O |
| Oskar von Miller-Institut Obernach                | Jachenau 591⁄3           | Obernach 15     | 47° 33′ 15,0″ N, 011° 17′ 31,4″ O |
| Bauhof Bayernwerk                                 | Einsiedl 591⁄5           | -               | 47° 34′ 12,3″ N, 011° 18′ 02,5″ O |
| Lagerhalle, existiert nicht mehr                  | Jachenau 591⁄5           |                 | 47° 34′ 11,9″ N, 011° 18′ 09,4″ O |
| Gästehaus Schilcher Alm                           | Jachenau 591⁄6           | Obernach 6      | 47° 34′ 01,0″ N, 011° 17′ 48,7″ O |
| Wohngebäude                                       | Jachenau 591⁄7           | Obernach 8      | 47° 33′ 52,1″ N, 011° 17′ 38,1″ O |
| Wohngebäude                                       | Jachenau 591⁄8           | Obernach 9      | 47° 33′ 51,3″ N, 011° 17′ 37,5″ O |
| Stock und Stein GmbH                              | Einsiedl 591⁄9           | -               | 47° 34′ 11,9″ N, 011° 18′ 01,7″ O |
| Wohngebäude westl. Schilcher Alm                  | Jachenau 591⁄10          | Obernach 7      | 47° 34′ 01,7″ N, 011° 17′ 43,8″ O |
| Gebäude an Holzlagerplatz                         | -                        | Obernach 14     | 47° 33′ 40,5″ N, 011° 17′ 38,2″ O |
| Kraftwerk Obernach                                | ohne Hausnummer, Altlach |                 | 47° 34′ 06,5″ N, 011° 18′ 31,6″ O |

In der 11. Gemeinderatssitzung am 6. April 2021 wurde für das neu zu errichtende Mauthäuschen die Hausnummer „Einsiedl 55 1/12“ vergeben.

## Geschichte

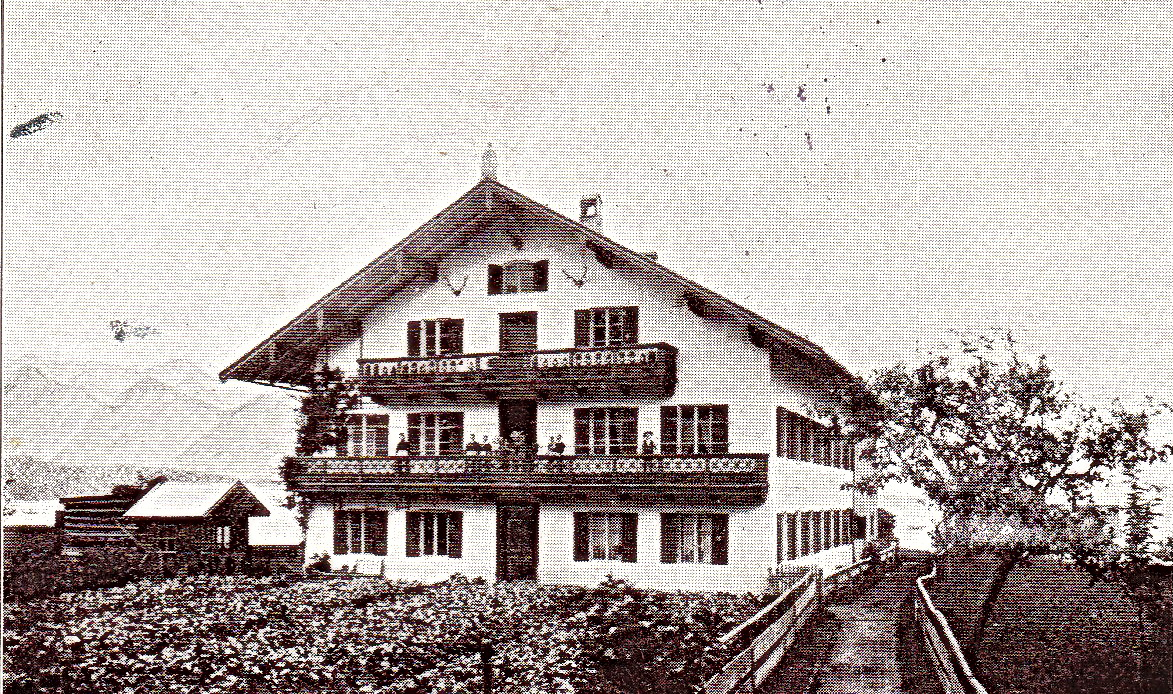
Forsthaus Altlach um 1906

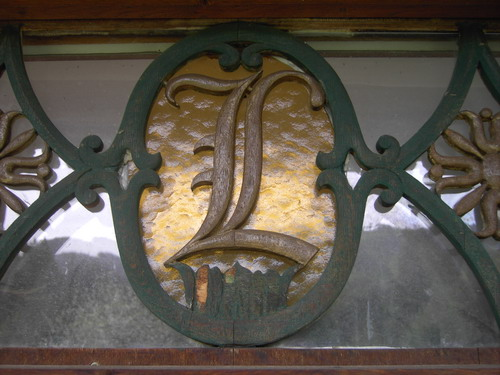
Initialen Ludwig II. am Forsthaus Altlach

Die vier Sölden in Altlach (Breitort 56, Christoph 57, Mattheis 58, Bräu 59) wie auch in Niedernach 55 wurden – „mit Erlaubnis des Klosters“ – in den Jahren 1703 und 1704 errichtet. Im Zusammenhang mit der Aufstellung eines Defensionscorps durch Abt Eliland II. vom Kloster Benediktbeuern im Jahr 1702 gegen Angriffe aus Tirol ist die „Erlaubnis“ eher als Absicht des Klosters zu bewerten, diesen „leeren“ Raum am Walchenseesüdufer mit wehrfähigen Männern als „Vorposten“ auf Dauer zu besetzen. Vier der Erstbesitzer sind auch in den Personalaufstellungen der beiden Jachenauer Korporalschaften von 1702 genannt.
Die Halbinsel Breitort gab dem erstgenannten der vier ursprünglichen Anwesen ihren Namen, obwohl der Breitörterer nicht auf der Landzunge, sondern vor ihrer Westseite liegt.
Jakob Sachenbacher, lediger Jägersohn von Sachenbach, ist im Jahr 1704 „auf sein Ansuchen verwilligt worden, auf dem Altlaflöck eine Behausung aufzubauen und zwar in der Größe wie die anderen (3 Anwesen am Südufer). Er mag auch eine Kuh halten. Jährliche Gilt 1 fl, Stiftgeld 1 kr und Briefgeld 1 kr.“

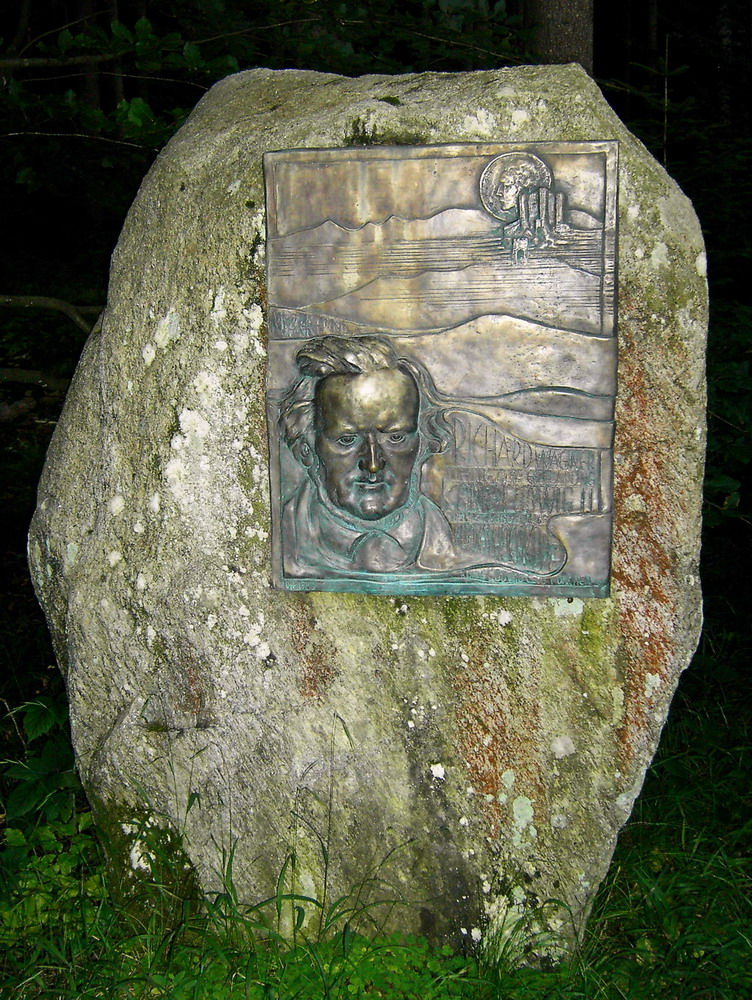
Richard Wagner-Denkmal am Walchenseesüdufer in der Nähe des Bräu

Der westlichste und größte Hof ist der „Bräu“ mit der Hausnummer 59. Direkt am Ufer gelegen zeigt die Rückseite des Bräu (ehemaliges „Forsthaus Altlach“) gegen den See und gegen die kalten Winde, die von Norden und vom Einschnitt am Kesselberg herkommend ungebremst über den See fegen. 1843 wird 50 Meter westlich des alten Gebäudes der neue, der heutige Hof errichtet. Italienische Bauarbeiter ziehen die Steinmauern hoch, 450 m³ Holz werden verarbeitet, das Dach hat eine freitragende Konstruktion. Die Flure und Treppen sind großzügig, fast herrschaftlich dimensioniert. Man hat den Eindruck, dass das bayerische Königshaus hier mitgewirkt hat. Nicht von ungefähr wurden später die Initialen von Ludwig II. von Bayern auf dem Dach und oberhalb der Balkontür angebracht. Ihm diente bei seinen Besuchen auf dem Hochkopf das Eckzimmer an der Südostecke im Obergeschoss zum Frischmachen. Ob er dort auch übernachtet hat, ist nicht verbürgt. Sicher ist aber, dass der König die Wiese vor dem Forsthaus in Altlach sogar als Ort einer Kabinettssitzung im Freien benutzte.
Richard Wagner verbrachte im August 1865 auf Einladung Ludwigs II., seines königlichen Freundes, einige, wegen des schlechten Wetters weniger annehmliche Tage, auf dem Altlacher Hochkopf. Ein mächtiger Granit mit einer bronzenen Gedenktafel erinnert gegenüber dem Bräu, am Beginn des Weges zum Altlacher Hochkopf an diese ‚Episode Hochkopf’.